# Калашский язык
Калашский язык, или калаша, — язык дардской группы индоиранской ветви индоевропейской языковой семьи. Распространён среди калашей в нескольких долинах Гиндукуша, юго-западнее города Читрал в провинции Хайбер-Пахтунхва (бывшая Северо-Западная Пограничная Провинция) Пакистана. Принадлежность к дардской подгруппе стоит под вопросом, так как чуть больше половины слов схожи с эквивалентными по значению словами в языке кховар, который также входит в эту подгруппу. С точки зрения фонологии язык атипичен (Heegård & Mørch 2004).
В калашском языке очень хорошо сохранился базовый словарный состав санскрита, например:
| Русский   | Калаша  | Санскрит |
| --------- | ------- | -------- |
| голова    | shish   | śīrṣa    |
| кость     | athi    | asthi    |
| моча      | mutra   | mūtra    |
| деревня   | grom    | grama    |
| петля     | rajuk   | rajju    |
| дым       | thum    | dhūma    |
| масло     | tel     | taila    |
| мясо      | mos     | mās      |
| собака    | shua    | śva      |
| муравей   | pililak | pipilika |
| сын       | putr    | putra    |
| длинный   | driga   | dīrgha   |
| восемь    | asht    | aṣta     |
| сломанный | chhina  | chinna   |
| убивать   | nash    | naś      |

## Письменность
В 1980-х годах началась разработка письменности для калашского языка в двух вариантах — на основе латинской и персидской графики. Персидский вариант оказался предпочтительнее и в 1994 впервые вышел иллюстрированный алфавит и книга для чтения на калашском языке на основе персидской графики. В 2000-х годах начался активный переход на латинский шрифт. В 2003 издан алфавит «Kal’as’a Alibe». Алфавит калашского языка состоит из 22 букв: A a, B b, C c, D d, E e, G g, H h, I i, J j, K k, L l, M m, N n, O o, P p, R r, S s, T t, U u, W w, Y y, Z z. Ретрофлексные гласные обозначаются апострофом после буквы (a’ e’ i’ o’ u’), назализованные — тильдой над буквой (ã, ẽ, ĩ, õ, ũ). Ретрофлексные согласные обозначаются апострофом (c’ d’ j’ l’ s’ t’ z’), придыхательные — добавлением буквы h (bh ch dh gh jh kh lh mh nh ph rh sh th zh).
Арабский алфавит для калашского языка:
| ا | أ | ب | پ | ت | ٹ | ج | جؕ | چ | چؕ | څ | د |
| ڈ | ر | ز | ژ | ژؕ | س | ش | شؕ | ک | گ | ل | لؕ |
| م | ن | و | وؕ | ۇ | ۇؕ | ھ | ی | ىؕ | ے | ےؕ |   |